# Fuxing
Fuxing (福興鄉S, Fúxīng XiāngP) è un comune di Taiwan, situato nella provincia di Taiwan e nella contea di Changhua.